# Nenech to být
Nenech to být (NNTB) je projekt založený v roce 2017 Janem Slámou, Davidem Špunarem a Pavlem Ihmem pod společností FaceUp Technology, s.r.o. Celý projekt zaštítilo Ministerstvo školství. Tato webová platforma a mobilní aplikace fungujíce jako online schránka důvěry na školách a firmách po celém světě a umožňuje rychlou a anonymní komunikaci mezi studenty, učiteli, zaměstnanci a vedením firmy ohledně problémů ve školním a pracovním prostředí. Mimo jiné se Nenech to být se svým nadačním fondem podílí na osvětě šikany a spolupracuje s organizacemi a influencery na preventivních aktivitách proti šikaně.

## Popis činnosti NNTB na školách
Nenech to být funguje na principu on-line schránky důvěry, pomocí které mohou děti anonymně upozornit na problematické vztahy v kolektivu. Upozornění poté putuje do rukou metodika prevence, výchovného poradce či školního psychologa v závislosti na tom, koho škola při registraci určila. Následně může škola žákovi podle informací z upozornění pomoci.
Pozn. v případě, že škola oběti není zaregistrovaná, musí se škola pro otevření upozornění zaregistrovat u Nenech to být kvůli ochraně osobních údajů a ověření kontaktní osoby.
Stav v lednu 2020
- 5 285 odeslaných upozornění
- 1 758 zaregistrovaných škol v projektu
- 3 100 zapojených učitelů

## NNTB ve firmách
V roce 2020 se NNTB rozšířilo ze škol také do korporátního prostředí.  Zde funguje jako whistleblowingová platforma, skrz kterou se mohou zaměstnanci svěřit vedení či HR s čímkoliv, co je ve firmě trápí. Ti tak dají svým kolegům najevo, že na jejich názoru záleží. NNTB získalo hned po spuštění první klienty v Česku, Mexiku a Jihoafrické republice. V Evropské unii mohou NNTB firmy využít jako interní oznamovací kanál podle nové směrnice EU o whistleblowingu a zákona na ochranu oznamovatelů. 

## Šikana a situace na českých školách
Michal Kolář označuje pět stádií šikany, které zachycují postupný proces narušení vztahů ve skupině. Tento proces je opakem budování bezpečného prostředí a příznivého sociálního klimatu třídy a směřuje k úplnému přijetí postojů, norem a hodnot šikanování žáky.
První stádium:  Zrod ostrakismu představuje mírné, převážně psychické formy násilí. Obvykle se nějaký člen třídy necítí dobře, je neoblíbený a není uznávaný. Ostatními je více či méně odmítán, spolužáci se s ním nebaví, pomlouvají ho, intrikují proti němu, dělají na jeho účet drobné legrácky apod. Takováto situace je zárodečnou podobou šikanování, která obsahuje riziko dalšího negativního vývoje.
Druhé stádium: Fyzická agrese a přitvrzování manipulace znamená upevňování soudržnosti skupiny na účet obětního beránka, přitvrzování „zábavy" na úkor nejzranitelnějšího spolužáka a opakování agresivního chování jako potvrzení si vlastní moci. V této fázi pokusy o šikanování nemusí uspět, pokud ve skupině existuje soudržnost, kamarádské vztahy, převažují zásadně negativní postoje k násilí a celkově pozitivní morální hodnoty.
Třetí stádium: Klíčový moment - vytvoření jádra znamená nezabránění přitvrzujícím manipulacím a počáteční fyzické agresi jednotlivců. Často se tak utvoří skupinka agresorů, úderné jádro, které začne spolupracovat a systematicky šikanovat nejvhodnější oběti. Tato fáze je stále ještě považována za počáteční, nezabránění šíření vlivu skupiny agresorů však přeroste k pokročilé šikaně.
Čtvrté stádium: Většina přijímá normy agresorů, takže se šikanování stane nepsaným zákonem a málokdo se dokáže postavit tlaku ke konformitě. Platí, že i mírní a ukáznění žáci se začnou chovat krutě a účastní se šikanování.
Páté stádium: Totalita neboli dokonalá šikana představuje rozdělení žáků na dvě skupiny (otrokáře a otroky). Otrokáři využívají materiální hodnoty otroků (peníze, osobní věci), jejich tělo, city, rozumové schopnosti apod. Ve skupině zcela vítězí zlo. Brutální násilí začíná být považováno za normální. Nejvyšší stupeň dokonalosti šikanování nastává v případě, že agresor je sociometrickou hvězdou třídy, je jejím předsedou, má výborný prospěch, ochotně pomáhá učitelům, takže je plně podporován třídním učitelem i ostatními pedagogy.

Šikanu řeší podle kontrol České školní inspekce zhruba 40 procent základních i středních škol. Podle náměstka ústředního školního inspektora Ondřeje Andryse se ale případy šikany daří mnohem více odhalovat, což má ukazovat na vzrůstající kvalitu preventivních programů a aktivit. Na šikanu se víc zaměřuje i ministerstvo školství. Úřad v roce 2017 spustil dotační program Bezpečné klima v českých školách. Deset a půl milionu korun si rozdělilo téměř 170 škol, dodává mluvčí ministerstva Jarmila Balážová.